# Дворище (Наровлянский район)
Дворище (бел. Дворышча) — упразднённая деревня в Вербовичском сельсовете Наровлянского района Гомельской области Беларуси.
В связи с чрезвычайно большим радиационным загрязнением строения снесены и захоронены под толстым слоем земли. С 2005 года исключена из данных по учёту и регистрации административно-территориальных и территориальных единиц как фактически несуществующая.
В связи с радиационным загрязнением после катастрофы на Чернобыльской АЭС жители (51 семья) переселены в 1986 году в чистые места, преимущественно в деревню Романовка Мозырского района.

## География

### Расположение
На территории Полесского радиационно-экологического заповедника.
В 12 км на юг от Наровли, 29 км от железнодорожной станции Ельск (на линии Калинковичи — Овруч), 170 км от Гомеля.

## Транспортная сеть
Транспортные связи по просёлочной, а затем автодороге Новая Радча — Наровля.

## История
Обнаруженное археологами городище свидетельствует о заселении этих мест с давних времён. По письменным источникам известна с начала XIX века. В 1811 году обозначена как деревня в Речицком уезде Минской губернии, во владении Прозора. В 1908 году в Наровлянской волости Речицкого уезда Минской губернии. С 1925 года действовала молочная артель. В 1931 году организован колхоз «Искра», работали паровая мельница (с 1925 года), кузница, сукновальня. Во время Великой Отечественной войны 21 житель погиб на фронте. В 1986 году входила в состав колхоза «Восток».

## Население

### Численность
- 1986 год — жители (51 семья) переселены.

### Динамика
- 1834 год — 12 дворов.
- 1908 год — 15 дворов 100 жителей.
- 1959 год — 178 жителей (согласно переписи).
- 1986 год — 41 двор, 97 жителей.
- 1986 год — жители (51 семья) переселены.